# All That Remains (álbum)
All That Remains es el tercer álbum de estudio de la banda de Heavy metal Fozzy, liderada por el luchador Chris Jericho. Fue lanzado el 18 de enero de 2005.

## Información del álbum
Al contrario que en sus dos trabajos anteriores, este disco no versiona canciones de otros grupos, sino que todas las canciones que en él se encuentran son originales del grupo.
El disco vendió más de 100 000 copias.
En 2008, salió a la venta una versión remasterizada llamada All That Remains - Reloaded, fue lanzada el 25 de marzo en un formato de dos disco, en el primero el disco original y en el segundo el DVD del "Live In The UK".

## Lista de canciones
| All That Remains |                                            |                                      |          |  |
| N.º              | Título                                     | Escritor(es)                         | Duración |  |
| 1.               | «Nameless Faceless»                        | Rich Ward, Chris Jericho, Ed Aborn   | 3:30     |  |
| 2.               | «Enemy»                                    | Ward, Rick Beato                     | 4:30     |  |
| 3.               | «Wanderlust»                               | Ward, Jericho                        | 4:16     |  |
| 4.               | «All That Remains»                         | Ward, Aborn, Jericho                 | 4:35     |  |
| 5.               | «The Test»                                 | Ward                                 | 3:08     |  |
| 6.               | «It's a Lie»                               | Ward, Jericho, Aborn                 | 4:28     |  |
| 7.               | «Daze of the Weak»                         | Ward, Jericho, Aborn                 | 4:20     |  |
| 8.               | «The Way I Am»                             | Ward                                 | 4:12     |  |
| 9.               | «Lazarus»                                  | Ward, Aborn, Jericho                 | 4:03     |  |
| 10.              | «Born of Anger» (featuring Marty Friedman) | Ward, Aborn, Jericho, Frank Fontsere | 4:42     |  |
| 41:48            |                                            |                                      |          |  |